# 耿马密花豆
耿马密花豆（学名：Spatholobus gengmaensis）为豆科密花豆属下的一个种。

## 扩展阅读
- 維基物種上的相關：耿马密花豆